# 曼谷國立博物館

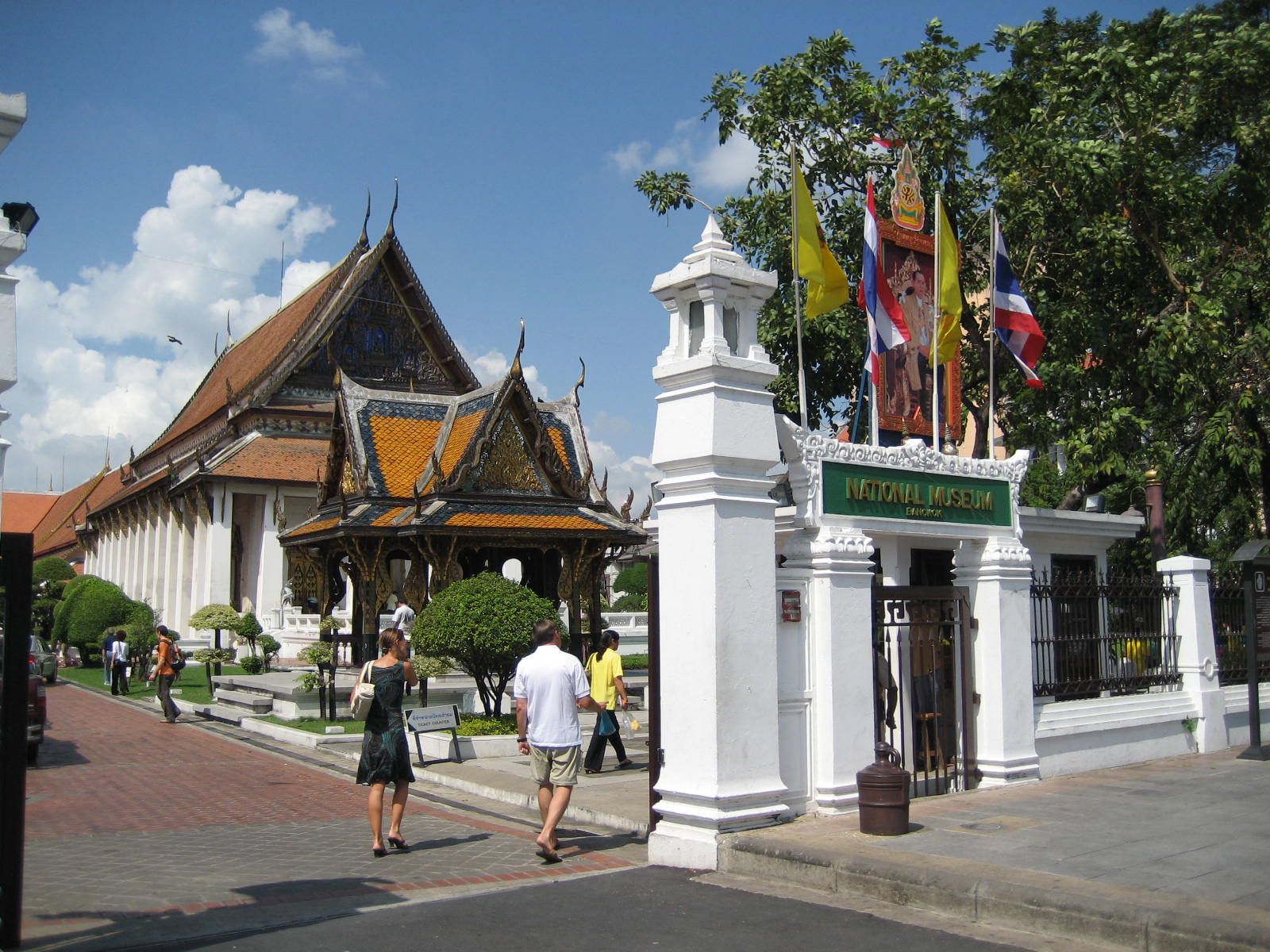
曼谷國立博物館

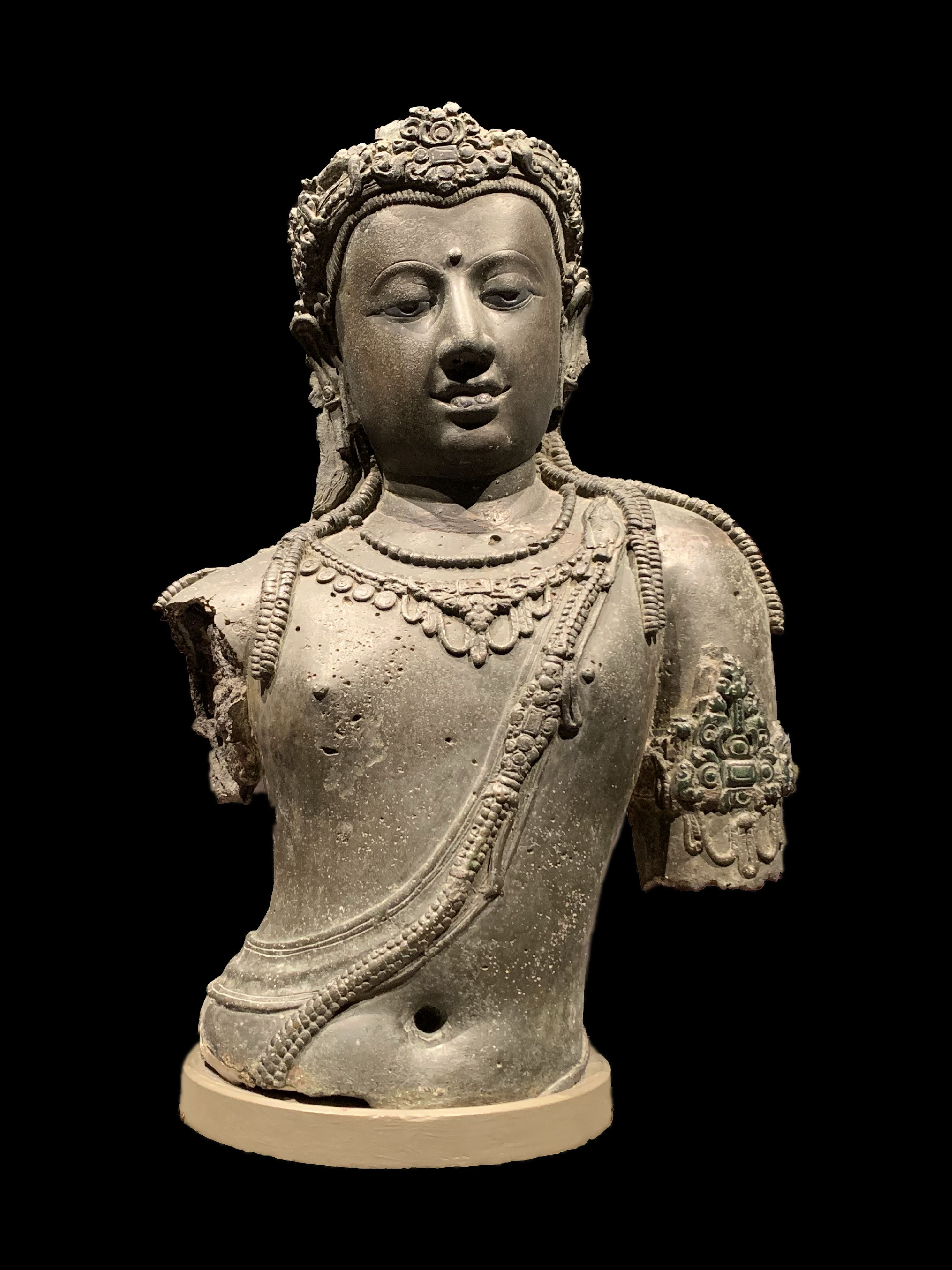
位於泰國南邊萬崙府猜耶(斜仔)縣的三佛齊時代的8世紀觀自在菩薩半身銅像，展現了中部爪哇夏連特拉王國的藝術影響。

曼谷國立博物館（意思：拍那空民族博物館）是泰國博物館群的其中之一，也是東南亞地區最大的博博物館。其館藏特色是展出泰國藝術以及歷史。博物館地址在泰國10200曼谷Na Phra That路4號，先前原是給泰國皇宮二王的前宮，在田廣場西北邊的廣場角落。
博物館是由泰王拉瑪五世在1874年所建立並對外開放，依照泰王拉瑪四世的律法展出泰國的古物。今日博物館的展示廳包含了泰國歷史甚至可回溯到新石器時代。館藏包含泰國的蘭甘亨大帝的銘文，因為其重要性，已被聯合國教科文組織的世界記憶計畫於2003年登錄為收錄之一。
其他的館藏包含早到陀羅缽地、三佛齊至素可泰王國或大城王國時期的文物，博物館也同時收集廣泛的亞洲地區的佛教藝術，例如印度式或希臘式佛教藝術，中國唐朝時期的文物、越南的占城藝術、印尼的爪哇文化、以及柬埔寨藝術。

## 歷史
曼谷國立博物館原是由泰王拉瑪五世建立，用於保藏其父拉瑪四世（蒙固）的私藏文物。博物館位於先前是提供二王的前宮（Wang Na）。二王有點類似加冕的王子（泰國並無長子繼承制的律法，通常現任國王都是承繼其前任國王（通常是前任國王的兄弟，而非父輩）的名號。二王頭銜後來因為前宮危機之故遂由拉瑪五世取消，於是原本的宮殿便於1887年成為了現行的博物館。

## 館藏
曼谷國立博物館現在共有三個常設展館。

## 延伸閱讀
- Lenzi, Iola. . Singapore: Archipelago Press. 2004: 200 pages. ISBN 981-4068-96-9.

## 外部連結
- Museum organization, location, collections and history. （页面存档备份，存于）

13°45′27″N 100°29′32″E / 13.75750°N 100.49222°E